# Devilette
Devilette, она же daemonbabe, daemonchick, daemoness, daemonette — девушка, одетая в красный костюм с рогами и хвостом наподобие талисмана FreeBSD — демона Beastie. Их можно увидеть на выставках, посвящённах Unix-системам и FreeBSD.
Самой первой Devilett'ой была Сирен Эрсен (Ceren Ercen) из FreeBSD Test Labs, также известная как «Strange Attractor».